# Diecezja Posadas
Diecezja Posadas (łac. Dioecesis Posadensis) – diecezja Kościoła rzymskokatolickiego w Argentynie, sufragania archidiecezji Corrientes.

## Historia
11 lutego 1957 roku papież Pius XII bullą Quandoquidem adoranda erygował diecezję Posadas. Dotychczas wierni z tym terenów należeli do diecezji (obecnie archidiecezji) Corrientes.
16 czerwca 1986 roku diecezja utraciła część swego terytorium na rzecz nowo powstającej diecezji Puerto Iguazú, zaś 13 czerwca 2009 roku na rzecz diecezji Oberá.

## Ordynariusze
- Jorge Kémérer SVD (1957 - 1986)
- Carmelo Juan Giaquinta (1986 - 1993)
- Alfonso Delgado Evers (1994 - 2000)[2]
- Juan Rubén Martinez (od 2000)[3]